# Athamas (thần thoại)

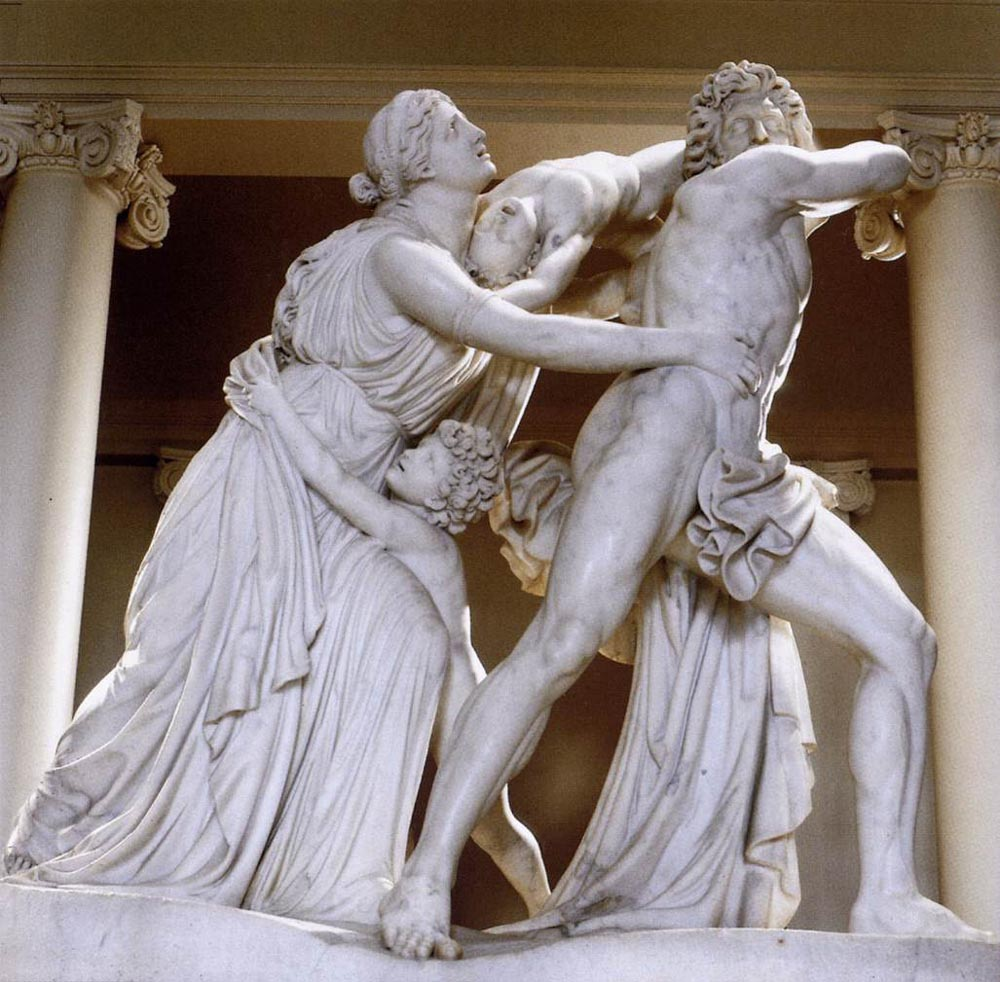
Cơn thịnh nộ của Athamas, tác phẩm của John Flaxman (1755-1826).

Trong thần thoại Hy Lạp, Athamas (/ˈæθəməs/; tiếng Hy Lạp cổ: Ἀθάμας, đã Latinh hoá: Athámas) là vua cai trị xứ Boeotia.

## Gia đình
Athamas trước đó là hoàng tử xứ Thessaly và là con trai của vua Aeolus của Aeolia với Enarete, con gái của Deimachus. 
Ông là anh/em trai của Salmoneus, Sisyphus, Cretheus, Perieres, Deioneus, Magnes, Calyce, Canace, Alcyone, Pisidice và Perimede.
Athamas có vài người con với người vợ đầu của ông là nữ thần Nephele và những người vợ còn lại là Ino và Themisto. Nephele đầu tiên sinh ra cặp sinh đôi, con trai là Phrixus và con gái là Helle; và sau đó là người con trai thứ hai tên Makistos. Ông sau đó cưới Ino, con gái của Cadmus. Hai người sau đó có với nhau hai người con là Learches và Melicertes. Khi cưới người vợ thứ ba là Themisto, Hypseus, ông có thêm với người phụ nữ này hai người con nữa là Sphincius và Orchomenus hoặc  Schoeneus và Leucon và cả Erythrius với Ptous.

## Thần thoại

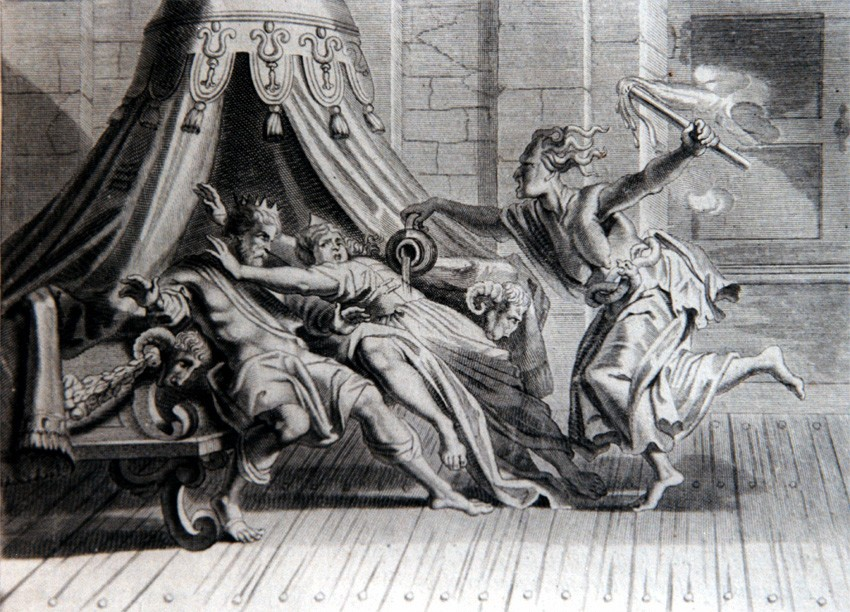
Tisiphone nổi điên trước Athamas & Ino (thế kỉ thứ XVII)

Ino, người vợ kế của Athamas ghét hai người con riêng của chồng là Phrixus và Helle. Ino thực hiện âm mưu thâm độc để diệt trừ hai anh em sinh đôi. Cô đem đi rang tất cả các hạt giống trong thành khiến chúng không thể nảy mầm. Những người nông dân địa phương sợ hãi trước nạn đói, họ đi hỏi nhà tiên tri gần đó để giúp đỡ. Ino hối lộ cho người đàn ông đưa nhà tiên tri tới để lừa dối họ và nói cho những người khác biết nhà tiên tri yêu cầu rằng: phải đem Phrixus và Helle đi hiến tế để diệt trừ nạn đói. Athamas miễn cưỡng đồng ý. Nhưng trước khi Phrixus bị giết, anh và người em gái Helle được một con cừu đực lông vàng do Nephele, mẹ ruột của họ gửi tới để cứu họ. Khi con cừu chở hai anh em bay đi, Helle bị ngã khỏi lưng cừu và rơi xuống eo biển Hellespont (nơi sau đó được đặt theo tên của cô) rồi chết. Còn Phrixus vẫn sống sót tới xứ Colchis, nơi vua Aeëtes cai trị. Ông tiếp đón và đối xử với Phrixus rất nhân từ, sau đó còn gả con gái mình là Chalciope cho Phrixus. Để tạ ơn, Phrixus trao cho nhà vua bộ lông của con cừu, và vua Aeëtes đã treo nó lên một cái cây trong vương quốc ông. 

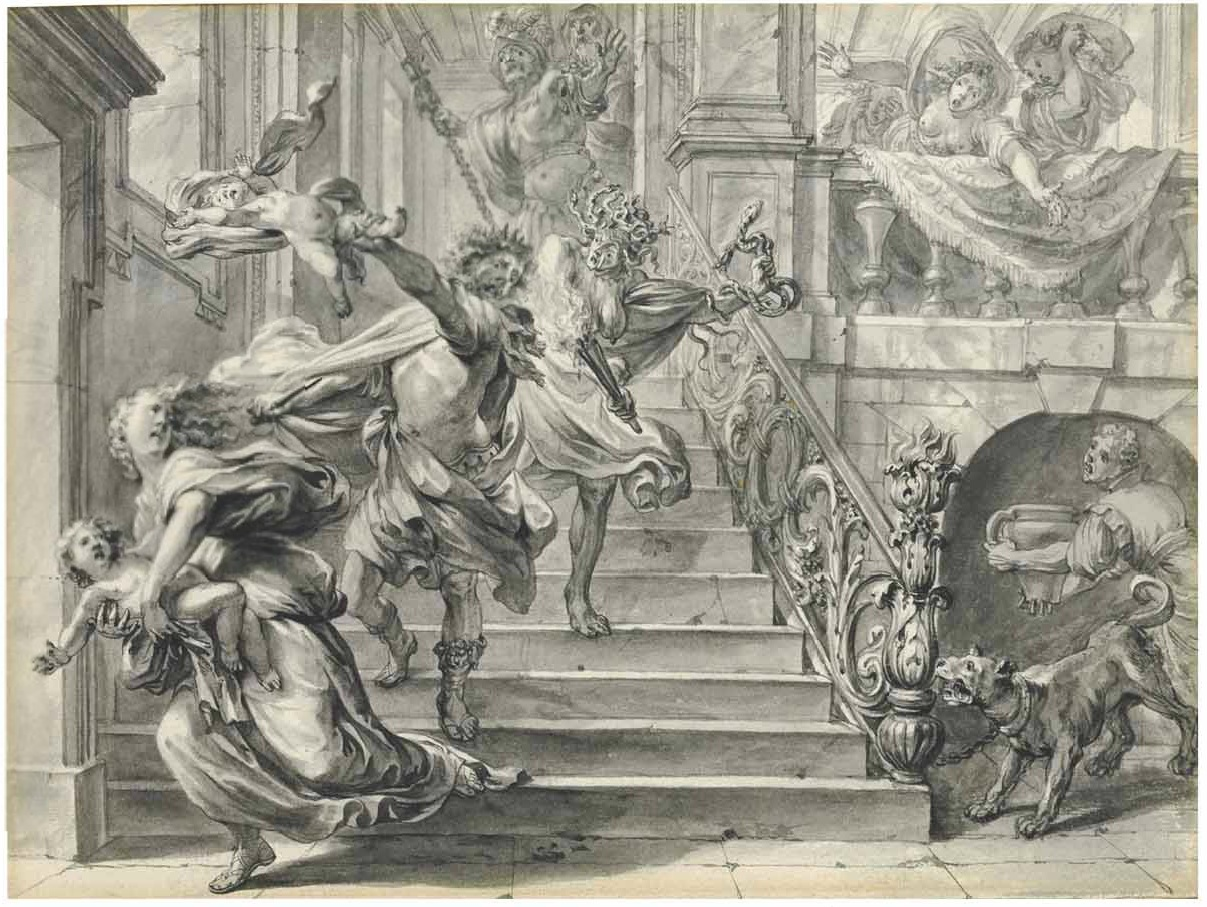
Athamas hại con của mình, tranh của Godfried Maes

 Sau đó, Ino đã nhận nuôi dưỡng cháu trai mình là thần Dionysus - con trai của em gái cô là Semele khiến nữ thần Hera nổi cơn ghen kinh hoàng. Để trả thù, Hera khiến Athamas hóa điên. Athamas trở nên điên loạn và giết một người con trai của mình là Learchus. Bị người chồng điên loạn đuổi theo, Ino đã đem người con trai còn lại của mình là Melicertes nhảy xuống biển. Sau đó, cả hai đều được tôn thờ như các vị thần biển: Ino là Leucothea, còn Melicertes là Palaemon. Trong dị bản khác, Ino giết chết Melicertes sau khi phát hiện ra Athamas ngủ cùng nữ nô lệ có tên là Antiphera.
Vì vướng tội giết con trai mình, Athamas phải rời khỏi Boeotia. Người tiên tri yêu cầu ông phải ở lại một nơi mà mà ông nhận được sự "hiếu khách" của bầy thú hoang. Tại đây, ông tìm thấy vùng Phthiotis ở Thessaly, ông ngạc nhiên nhìn thấy vài con sói ăn thịt cừu. Khi ông tới gần, đám sói bỏ chạy và để lại đó bộ xương. Athamas coi đây là sự ứng nghiệm của lời tiên tri, ông ở lại đây và kết hôn với người vợ thứ ba là Themisto. Họ có với nhau vài người con trai: Schoeneus, Leucon, Ptous và/hoặc vài người khác. Nơi này sau đó được gọi là đồng bằng Athamanian. Khi Athamas quay lại với Ino, người vợ thứ hai, Themisto tìm cách trả đũa. Cô mặc cho các con của mình bộ đồ trắng, còn các con của Ino thì được cho mặc bộ đồ đen. Ino đã hoán đổi bộ đồ của những đứa trẻ mà Themistro không hề hay biết, dẫn đến việc cô giết nhầm chính con của mình.
Theo vài dị bản, Presbon là người lên kế vị ngai vàng thay Athamas. Một phần người dân vương quốc của Athamas, cũng như chính ông, đã đi theo hướng Tây Bắc và sinh sống trên một phần dãy núi Pindus ở Epirus. Nơi đó được gọi là dãy núi Athamanian. Vậy nên dân cư ở đây được gọi là Athamanian.

## Trưng bày

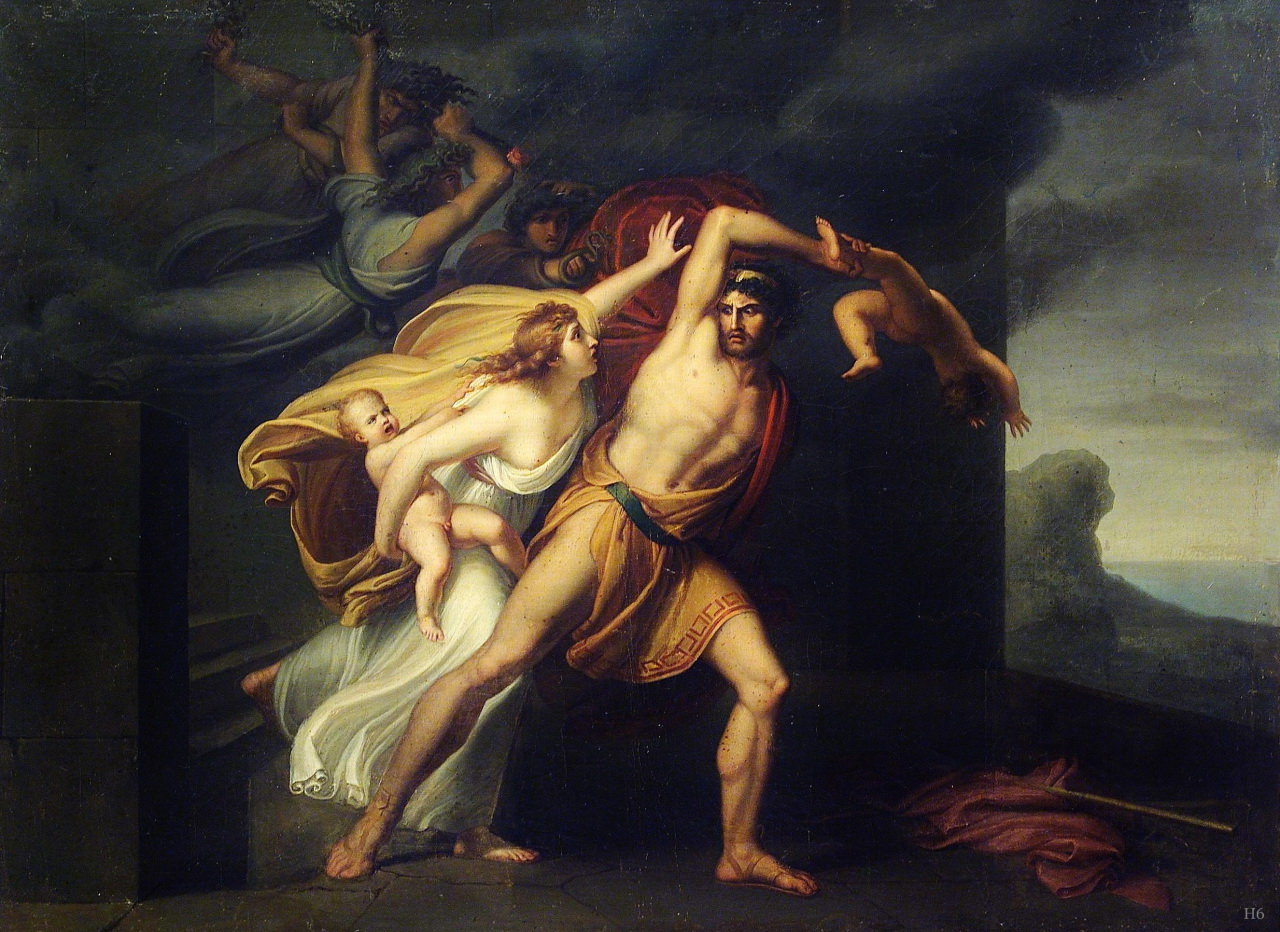
Atamante preso dalle Furie, tranh của Arcangelo Migliarini (1801) tại Roma, Accademia di San Luca
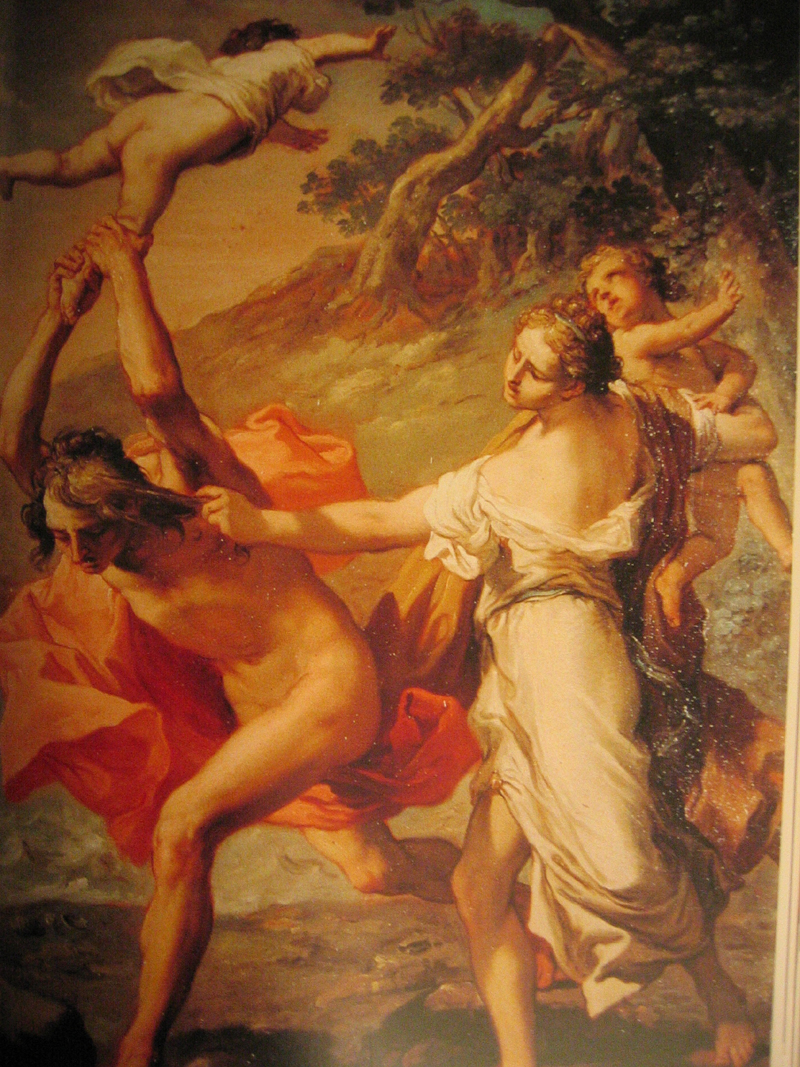
Athamas tue le fils d'Ino, tranh của Gaetano Gandolfi (1801)
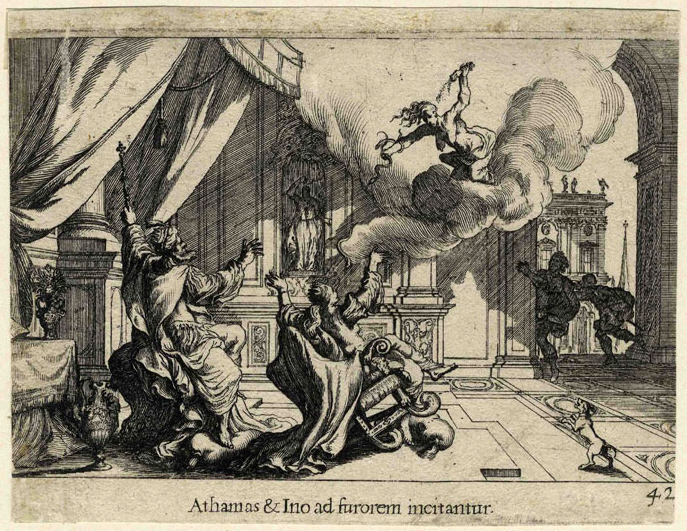
Athamas und Ino, tranh của Radierung (thế kỉ thứ XVII)
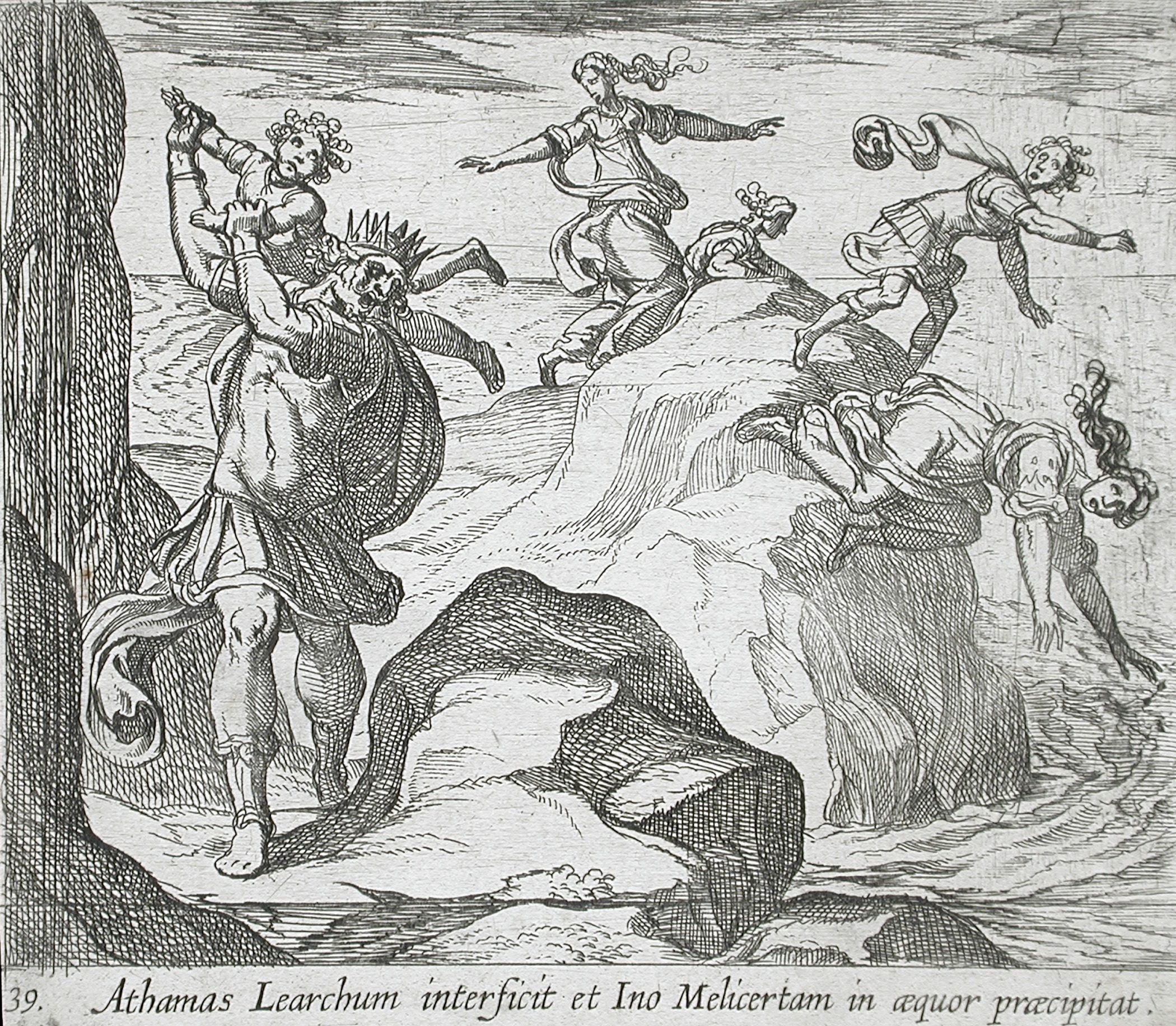
Athamas điên cuồng giết chết Learchus trong khi Ino và Melicertor nhảy xuống biển, tranh của Wilhelm Janson (Hà Lan, Amsterdam), Antonio Tempesta (Italy, Florence, 1555-1630) được trưng bày tại Bảo tàng Nghệ thuật Los Angeles, Los Angeles